# Scribonius
Scribonius, död 16 f.Kr., var regerande kung av Bosporanska riket mellan 17 och 16 f.Kr.